# Julabo Labortechnik
Die Julabo GmbH ist ein Hersteller von Temperiertechnik für Forschung und Industrie. Grundlage dafür bildet die Entwicklung des Kontaktthermometer-Prinzips durch Ernst Juchheim 1926.

## Hintergrund
Die ersten Glas-Kontaktthermometer zur Temperaturregelung waren mit festen Kontakten ausgestattet. Sie konnten das angeschlossene Gerät – zum Beispiel eine Heizung – über ein Kontaktschutzrelais in kurzen Abständen ein- und auszuschalten und eine akustische Warnfunktion auslösen. Für komplexere Anwendungen muss der gewünschte Temperaturwert jedoch variabel einstellbar sein. Der Glasinstrumentenmachermeister Ernst Juchheim löste diese Anforderung 1926 mit der Entwicklung des weltweit ersten Glas-Kontaktthermometers mit variabler Temperatureinstellung. 1927 wurde das Deutsche Reichspatent erteilt.
Das Gerät verfügt über zwei übereinander angeordnete, gleichmäßige Milchglasskalen, die mit einem elektrisch leitenden Metallfaden und einem Schleifkontakt in einem Kapillarrohr verbunden sind. Die Einstellmarke der oberen Skala lässt sich mit einem beweglichen Magneten von außen festlegen. Die Spitze des Metallfadens der unteren Skala wird dabei auf den gleichen Wert eingestellt. Sobald die Quecksilbersäule beim Aufheizen den definierten Sollwert erreicht, erfolgt ein elektrischer Kontakt. Das angeschlossene Gerät wird temperaturgesteuert in kurzen Abständen aus- und wieder eingeschaltet. Dieser ständig sich wiederholende Vorgang erfolgt mit einer Regelgenauigkeit von rund 0,1 K.

## Geschichte des Unternehmens
Die Produktion der patentierten Entwicklung erfolgte ab 1927 durch das von Wilhelm und Ernst Juchheim gegründete Unternehmen Hermann Juchheim im thüringischen Ilmenau. 1952 wurde das Unternehmen als Volkseigener Betrieb (VEB) verstaatlicht und 1972 in den VEB Thermometerwerk Geraberg (TWG) integriert. 
Ernst Juchheim baute in Solingen die Heju GmbH auf. Gerhard Juchheim, der jüngste Sohn des Erfinders Ernst Juchheim, gründete im Januar 1967 – unabhängig von dem Unternehmen in Solingen – das Unternehmen Juchheim Labortechnik KG in Seelbach/Schwarzwald.
Im Jahr 2007 kam Markus Juchheim in das Unternehmen und übernahm 2016 die alleinige Geschäftsführung. Bis heute ist Julabo ein inhabergeführtes Familienunternehmen.
Das Warenzeichen „Julabo“ wurde 1980 in den Unternehmensnamen übernommen. Heute verfügt das Unternehmen über elf Niederlassungen sowie Vertriebs- und Servicepartner in über 100 Ländern (Stand: 2020).
2022 wurde der Bau eines Werks in Lahr beschlossen.

## Produkte und Innovationen
Von 1972 an führte das Unternehmen Thermostate mit vollelektronischer Temperaturregelung ein. Insbesondere für Anwendungen in der Medizin und in der Chemietechnik wurden dabei Wärme- und Kältethermostate mit höheren Heiz- und Pumpenleistungen und erweiterten Arbeitstemperaturbereichen entwickelt.
Seit 1995 werden ausschließlich digitale Thermostate und Mess- und Regelgeräte hergestellt. Das Sortiment umfasst Kältethermostate, Wärmethermostate, Hochdynamische Temperiersysteme, Umlaufkühler, Umwälzkühler, Wasserbäder und Schüttelwasserbäder.

## Galerie

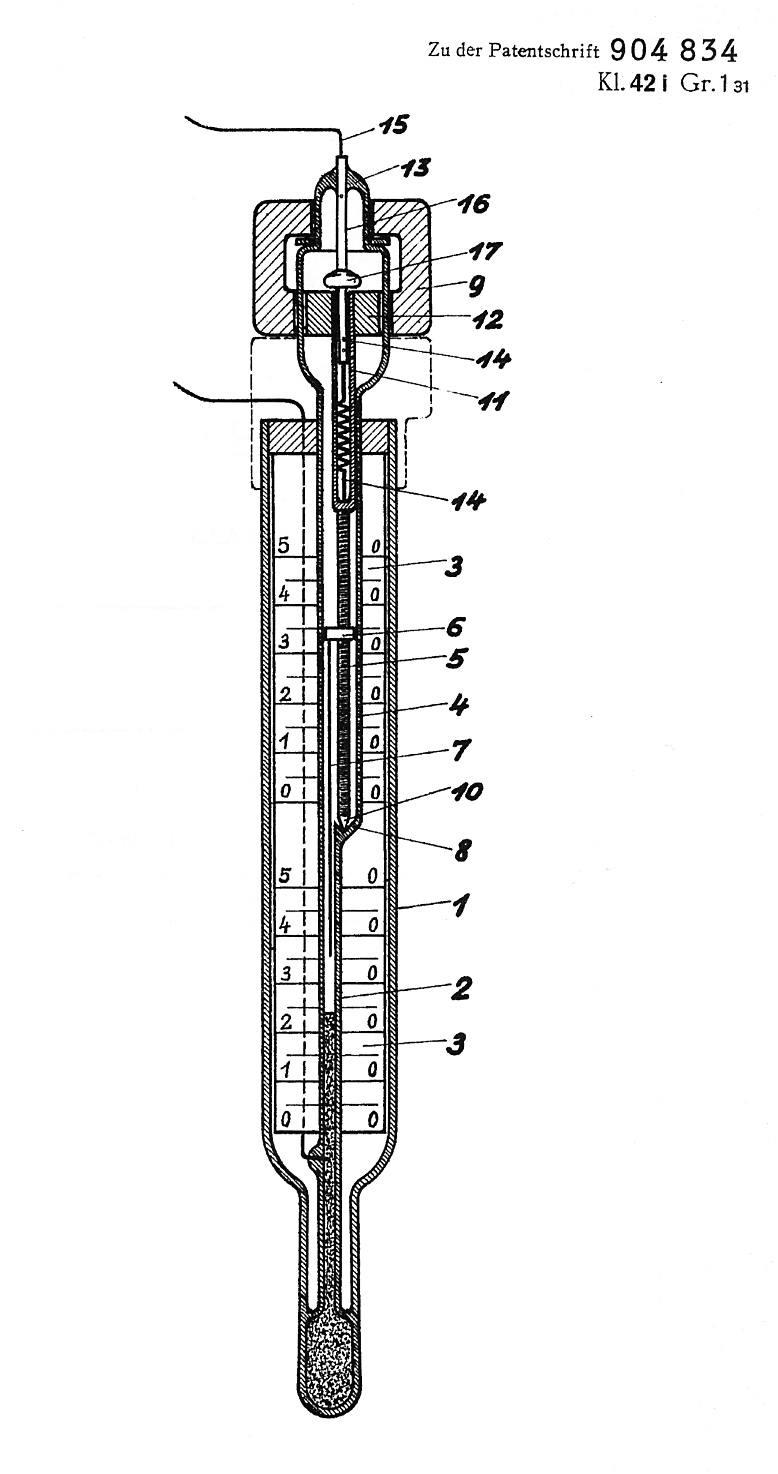
Bild 1: Original-Kontaktthermometer aus dem Jahr 1926, Deutsches Reichspatent (Detail)
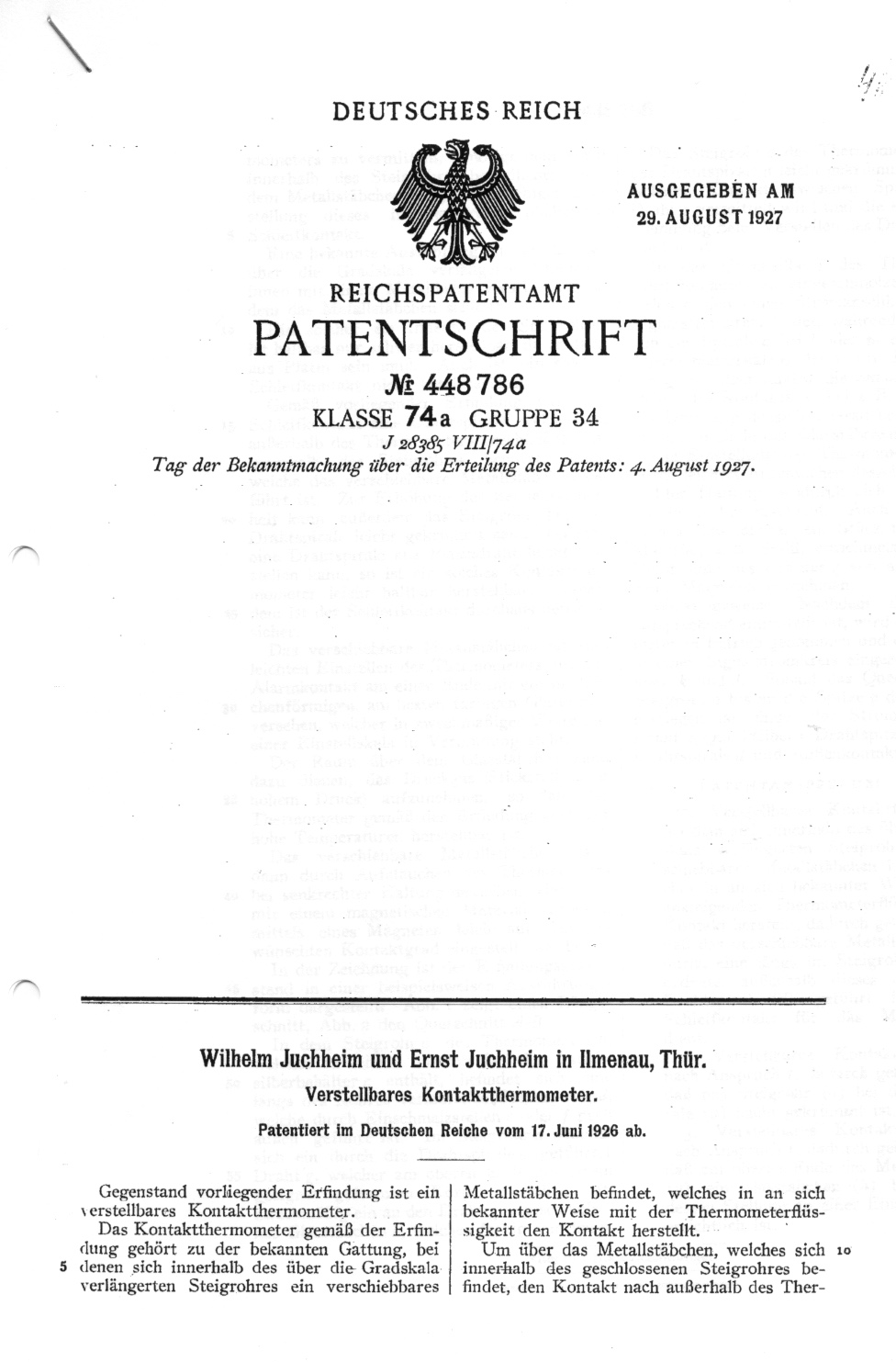
Bild 2: D.R.R Nr. 448786 – Deutsches Reichspatent 1927, Anmelder Firma Hermann Juchheim, Ilmenau
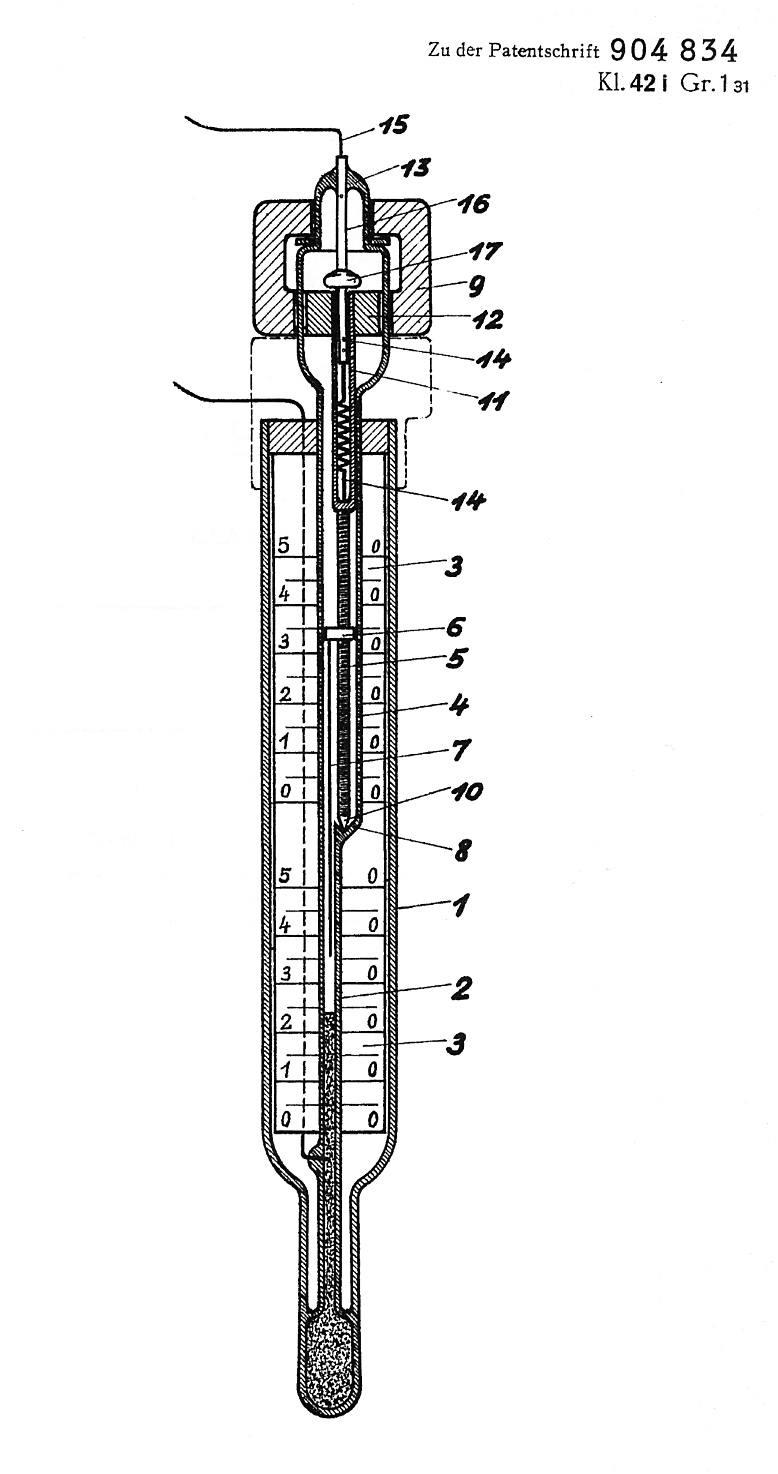
Bild 3: D.B.P. Nr. 904 834 – Anmelder Ernst Juchheim. Patentiert in der Bundesrepublik Deutschland am 19. Oktober 1951
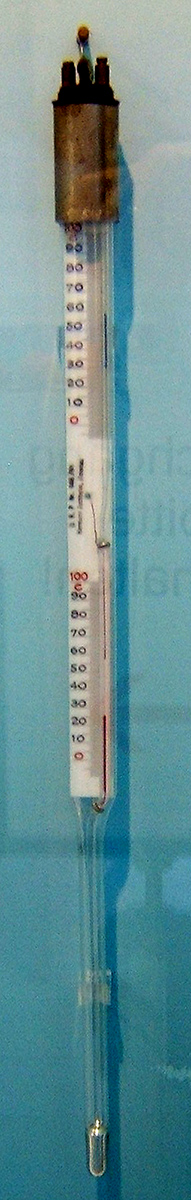
Bild 4: Original-Kontaktthermometer im Deutschen Museum, München, ca. 1927